# 張恵英
張 恵英（チャン・ヘヨン、1987年4月8日 - ）は、韓国の女性映画監督、作家、YouTuber、障害者人権活動家、政治家。国会議員（2020年5月 - ）。2016年から「생각많은 둘째언니」というYouTubeチャンネルを運営。2018年に発達障害者の妹の脱施設を支援した過程を記録したドキュメンタリー映画「大人がなったら（어른이 되면）」を製作した。2019年、未来政治特別委員長として正義党に入党、2020年の第21代総選挙で正義党の比例代表2番で出馬し、第21代国会議員に当選した。

## 学歴
- 韓国アニメーション高等学校映像演出科卒業
- 延世大学校新聞放送学科中退

## 経歴
- 2019年11月～2020年5月：正義党未来政治特別委員会委員長
- 2020年5月～：第21代国会議員（比例代表・正義党）
- 2020年6月～：第21代国会前半期企画財政委員会委員
- 2021年3月：正義党政策委員会

## 事件
2021年1月には正義党の金鍾哲代表によるセクハラを告発し、金の党代表職を辞退させた。